# Lola LC88

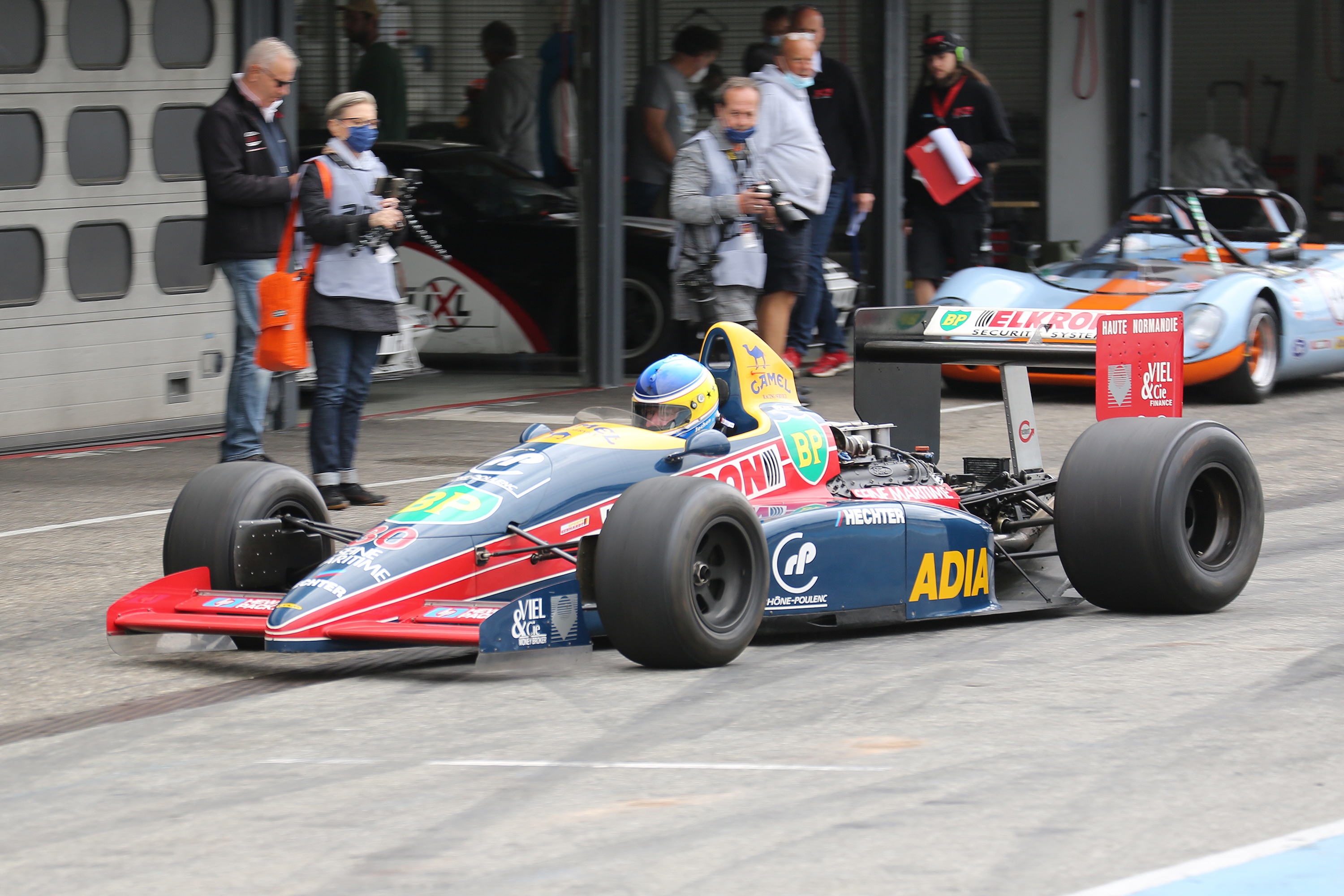
Lola LC88 beim Hockenheim Historic 2021

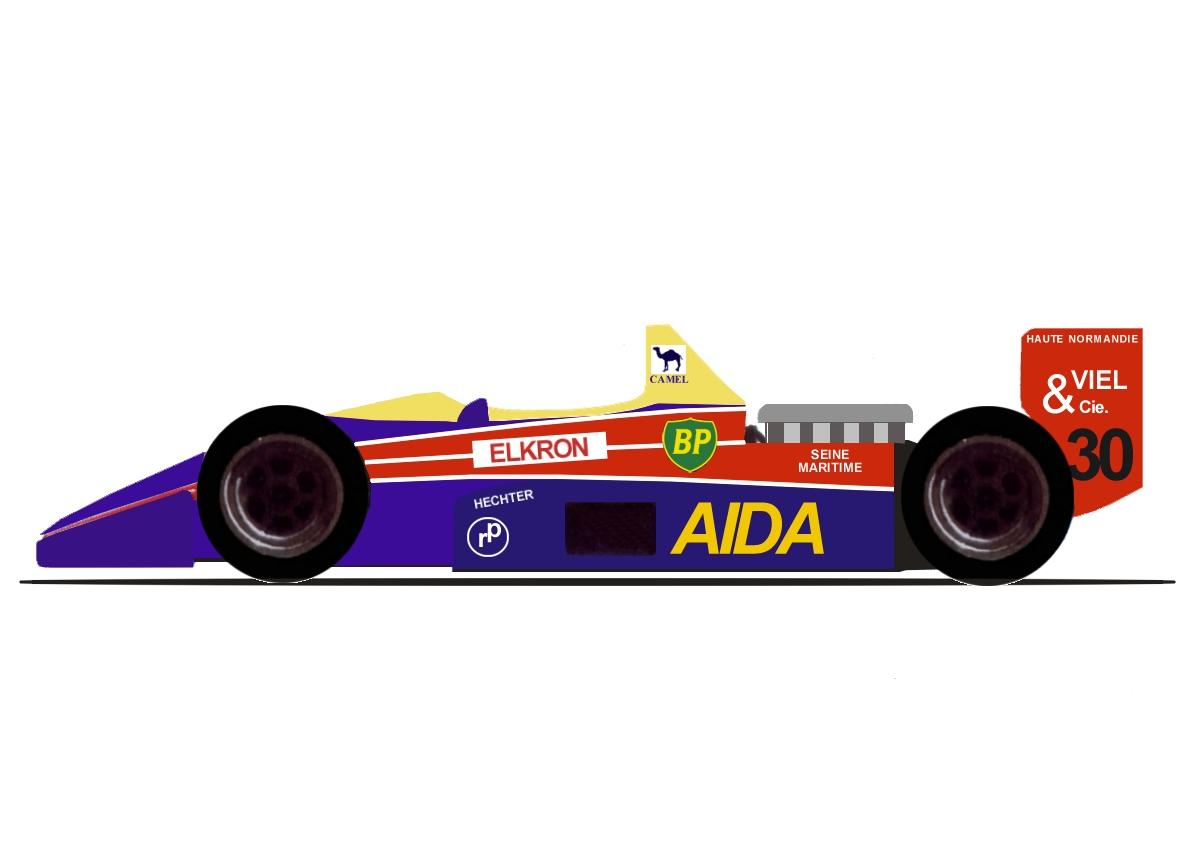
Lola LC88 Cosworth in der Lackierung des Großen Preises von Monaco 1988

Der Lola LC88 war ein Rennwagen, den der französische Rennstall Larrousse Calmels in der Formel-1-Weltmeisterschaft 1988 einsetzte. Er wurde von einem Cosworth-Saugmotor angetrieben. Der überarbeitete Lola LC88B hatte einen Lamborghini-Motor und erschien bei einem Rennen in der Saison 1989.

## Technik
Der Lola LC88 wurde von dem britischen Rennwagenhersteller Lola Cars im Auftrag des Formel-1-Teams Larrousse Calmels entwickelt. Verantwortlicher Konstrukteur war Ralph Bellamy. Der LC88 entsprach in technischer Hinsicht weitgehend dem Vorgängermodell LC87, der seinerseits auf einem Lola-Fahrzeug für die Nachwuchsserie Formel 3000 basierte. Der LC88 unterschied sich von dem 1987er Auto in erster Linie durch eine geänderte Vorderradaufhängung, die nunmehr Schubstreben verwendete. Zudem war der Radstand geringfügig verlängert worden. Lola modifizierte schließlich die Verkleidung des Überrollbügels. Eine Motorabdeckung wurde wie schon im Vorjahr nicht durchgängig verwendet; bei den meisten Renneinsätzen lag der Motor frei. Als Antrieb diente wie beim LC87 ein Cosworth-DFZ-Achtzylinder-Saugmotor, der von Heini Mader Racing Components vorbereitet wurde. Die Kraftübertragung erfolgte über ein Sechsganggetriebe von Hewland.
Lola stellte im Laufe der Saison insgesamt fünf Fahrgestelle her. Zwei von ihnen wurden Ende 1988 für die Aufnahme eines Lamborghini-Motors umgebaut.

## Renneinsätze 1988
1988 war die zweite Saison des französischen Rennstalls Larrousse. Anders als im Jahr zuvor, setzte er 1988 durchgängig zwei Autos ein. Ein Fahrzeug wurde bei allen Rennen von Philippe Alliot gefahren. Das zweite Auto ging an Yannick Dalmas, der allerdings im Herbst 1988 erkrankte und in den letzten beiden Rennen durch Aguri Suzuki bzw. Pierre-Henri Raphanel ersetzt wurde.
Der Wagen erwies sich als nicht hinreichend leistungsfähig. Keiner der Fahrer konnte mit ihm einen Meisterschaftspunkt einfahren. Das beste Ergebnis waren zwei siebte Plätze von Dalmas bei den Großen Preisen von Monaco und der USA. Alliot fiel achtmal aus, Dalmas nur viermal, allerdings verpasste Dalmas einmal – beim Großen Preis von Kanada – die Qualifikation.
Die schwachen Leistungen des LC88 führten dazu, dass sein Konstrukteur Ralph Bellamy zu Beginn des Jahres von Lola entlassen wurde.
Die Chassis wurden im Laufe des Jahres wie folgt eingesetzt:
| Grand Prix     | Lola LC88-1     | Lola LC88-2    | Lola LC88-3     | Lola LC88-4     | Lola LC88-5           |
| -------------- | --------------- | -------------- | --------------- | --------------- | --------------------- |
| Brasilien      | Philippe Alliot | Yannick Dalmas |                 |                 |                       |
| San Marino     | Philippe Alliot | Yannick Dalmas |                 |                 |                       |
| Monaco         |                 | Yannick Dalmas | Philippe Alliot |                 |                       |
| Mexiko         | Philippe Alliot | Yannick Dalmas |                 |                 |                       |
| Kanada         | Yannick Dalmas  |                |                 | Philippe Alliot |                       |
| USA            | Yannick Dalmas  |                |                 | Philippe Alliot |                       |
| Frankreich     |                 |                | Yannick Dalmas  | Philippe Alliot |                       |
| Großbritannien |                 |                | Yannick Dalmas  | Philippe Alliot |                       |
| Deutschland    |                 |                | Yannick Dalmas  | Philippe Alliot |                       |
| Ungarn         | Yannick Dalmas  |                |                 | Philippe Alliot |                       |
| Belgien        |                 |                |                 | Philippe Alliot | Yannick Dalmas        |
| Italien        |                 |                |                 | Philippe Alliot | Yannick Dalmas        |
| Portugal       |                 |                | Yannick Dalmas  | Philippe Alliot |                       |
| Spanien        |                 |                | Yannick Dalmas  | Philippe Alliot |                       |
| Japan          |                 |                | Philippe Alliot |                 | Aguri Suzuki          |
| Australien     |                 |                | Philippe Alliot |                 | Pierre-Henri Raphanel |

## LC88B: Umbauten mit Lamborghini-Motor
Im Sommer 1988 war es dem Teamchef Gérard Larrousse gelungen, für die kommende Saison exklusiv einen neu entwickelten Zwölfzylindermotor von Lamborghini Engineering zu erhalten. Nach dem letzten Rennen der Saison 1988 wurden zwei LC88-Chassis für die Aufnahme des italienischen Triebwerks umgebaut. Die Änderungen im Motorenumfeld waren erheblich; auch der Radstand wurde verändert.
Die erste Testfahrt mit einem auf den Lamborghini-Motor ausgerüsteten LC88 fand zwei Monate später als geplant am 12. Dezember 1988 auf der Rennstrecke von Misano statt. Hier verwendeten die Autos noch das Hewland-Getriebe, das sich allerdings bald als zu schwach herausstellte. Ein eigenes, quer liegendes Sechsganggetriebe von Lamborghini wurde erstmals bei Testfahrten auf dem Circuit Paul Ricard Ende Februar 1989 verwendet.
Das zumeist als LC88B (nach anderen Quellen: LC88D) genannte Auto war ein Übergangsmodell, das nicht für den Renneinsatz vorgesehen war. Im Laufe der Entwicklungsarbeit war viel verändert worden, sodass Alliot den LC88B als „verbaut“ bezeichnete. Er war lang, unhandlich und übergewichtig. Ein Beobachter fasste die Eigenschaften des LC88B wie folgt zusammen: „Der Wagen machte keinerlei Eindruck, außer beim Wiegen.“
Da sich die Entwicklung des neuen Lola LC89, der auf den Lamborghini-Motor zugeschnitten war, bis in den März 1989 hinein verzögerte, musste das Team beim  Auftaktrennen der Saison in Brasilien mit zwei LC88B antreten, die mit dem Lamborghini-Motor und -getriebe ausgestattet waren. Piloten waren wiederum Alliot und Dalmas. Nur Alliot gelang es, sich mit dem LC Auto zu qualifizieren. Vom letzten Startplatz aus ins Rennen gehend, beendete er den Weltmeisterschaftslauf auf Platz 12.
Beim folgenden Rennen, dem Großen Preis von San Marino, wurde der LC88B durch den neu entwickelten LC89 abgelöst.

## Resultate

### 1988: Lola LC88-Cosworth DFZ V8
| Fahrer               | Nr.                  | 1   | 2  | 3   | 4   | 5   | 6   | 7   | 8   | 9   | 10 | 11  | 12  | 13  | 14 | 15 | 16  | Punkte | Rang |
| -------------------- | -------------------- | --- | -- | --- | --- | --- | --- | --- | --- | --- | -- | --- | --- | --- | -- | -- | --- | ------ | ---- |
| Formel-1-Saison 1988 | Formel-1-Saison 1988 |     |    |     |     |     |     |     |     |     |    |     |     |     |    |    |     | 0      | –    |
| Y. Dalmas            | 29                   | DNF | 12 | 7   | 9   | DNQ | 7   | 13  | 13  | DNF | 9  | DNF | DNF | DNF | 11 |    |     | 0      | –    |
| A. Suzuki            | 29                   |     |    |     |     |     |     |     |     |     |    |     |     |     |    | 16 |     | 0      | –    |
| P. Raphanel          | 29                   |     |    |     |     |     |     |     |     |     |    |     |     |     |    |    | DNQ | 0      | –    |
| P. Alliot            | 30                   | DNF | 17 | DNF | DNF | DNF | DNF | DNF | DNF | DNF | 12 | 9   | DNF | DNF | 14 | 9  | DNF | 0      | –    |

### 1989: Lola LC88B-Lamborghini 3512 V12
| Fahrer               | Nr.                  | 1   | 2 | 3 | 4 | 5 | 6 | 7 | 8 | 9 | 10 | 11 | 12 | 13 | 14 | 15 | 16 | Punkte | Rang |
| -------------------- | -------------------- | --- | - | - | - | - | - | - | - | - | -- | -- | -- | -- | -- | -- | -- | ------ | ---- |
| Formel-1-Saison 1989 | Formel-1-Saison 1989 |     |   |   |   |   |   |   |   |   |    |    |    |    |    |    |    | 0      | –    |
| Y. Dalmas            | 29                   | DNQ |   |   |   |   |   |   |   |   |    |    |    |    |    |    |    | 0      | –    |
| P. Alliot            | 30                   | 12  |   |   |   |   |   |   |   |   |    |    |    |    |    |    |    | 0      | –    |

| Legende  | Legende            | Legende                                                          |
| Farbe    | Abkürzung          | Bedeutung                                                        |
| -------- | ------------------ | ---------------------------------------------------------------- |
| Gold     | –                  | Sieg                                                             |
| Silber   | –                  | 2. Platz                                                         |
| Bronze   | –                  | 3. Platz                                                         |
| Grün     | –                  | Platzierung in den Punkten                                       |
| Blau     | –                  | Klassifiziert außerhalb der Punkteränge                          |
| Violett  | DNF                | Rennen nicht beendet (did not finish)                            |
| Violett  | NC                 | nicht klassifiziert (not classified)                             |
| Rot      | DNQ                | nicht qualifiziert (did not qualify)                             |
| Rot      | DNPQ               | in Vorqualifikation gescheitert (did not pre-qualify)            |
| Schwarz  | DSQ                | disqualifiziert (disqualified)                                   |
| Weiß     | DNS                | nicht am Start (did not start)                                   |
| Weiß     | WD                 | zurückgezogen (withdrawn)                                        |
| Hellblau | PO                 | nur am Training teilgenommen (practiced only)                    |
| Hellblau | TD                 | Freitags-Testfahrer (test driver)                                |
| ohne     | DNP                | nicht am Training teilgenommen (did not practice)                |
| ohne     | INJ                | verletzt oder krank (injured)                                    |
| ohne     | EX                 | ausgeschlossen (excluded)                                        |
| ohne     | DNA                | nicht erschienen (did not arrive)                                |
| ohne     | C                  | Rennen abgesagt (cancelled)                                      |
| ohne     | keine WM-Teilnahme |                                                                  |
| sonstige | P/fett             | Pole-Position                                                    |
| sonstige | 1/2/3/4/5/6/7/8    | Punktplatzierung im Sprint-/Qualifikationsrennen                 |
| sonstige | SR/kursiv          | Schnellste Rennrunde                                             |
| sonstige | *                  | nicht im Ziel, aufgrund der zurückgelegten Distanz aber gewertet |
| sonstige | ()                 | Streichresultate                                                 |
| sonstige | unterstrichen      | Führender in der Gesamtwertung                                   |